# Perdita ignota
Perdita ignota är en biart som beskrevs av Cockerell 1896. Perdita ignota ingår i släktet Perdita och familjen grävbin. Inga underarter finns listade i Catalogue of Life.